# Michael Hettinga
Michael Shawn Hettinga (17 de julio de 1978 -) es un luchador profesional que trabaja para la empresa National Wrestling Alliance (NWA). Sin embargo, es conocido por haber trabajado desde 2005 hasta 2010 bajo el nombre de Mike Knox en la World Wrestling Entertainment (WWE).

## Carrera

### Impact Zone Wrestling (2002-2005)
Knox fue entrenado por Steve "Navajo Warrior" Islas y empezó a luchar en la organización de Islas, la Impact Zone Wrestling en el 2002. En la empresa, ganó el IZW Heavyweight Championship en dos ocasiones y el IZW Tag Team Championship con su amigo y rival Derek Neikirk una vez.

### World Wrestling Entertainment (2005-2010)

#### 2005-2007
Knox firmó con la World Wrestling Entertainment un contrato de desarrollo en febrero de 2005 que vencia en abril del 2010, y apareció en algunos eventos, incluyendo una aparición como el jihadista enmascarado de Muhammad Hassan.
Mike Knox debutó el 20 de junio de 2006 en un episodio de ECW on Sci Fi, siendo heel, interrumpiendo a Kelly Kelly mientras se desnudaba. Luego se reveló que Kelly era la novia de Knox, diciéndola después que no le gustaba que se desnudara en público. Ganó a Danny Doring en su primera pelea en la ECW, teniendo a Kelly como su acompañante al ring. Knox fue pusheado fuertemente, interrumpiendo en peleas y derrotando rápidamente a sus rivales. Más tarde, formó un equipo con Test antes de empezar un feudo con CM Punk, después de ponerse celoso por la admiración que Kelly causaba a Punk. CM Punk ganó todas las peleas en su feudo, incluyendo la pelea para luchar en el PPV December to Dismember en la Elimination Chamber por el título.
Knox luego se unió al Equipo RKO en Survivor Series 2006, luchando junto a Rated-RKO, Gregory Helms y Johnny Nitro, siendo el primer eliminado después de recibir una Sweet Chin Music de Shawn Michaels mientras Kelly Kelly le despistaba. En December to Dismember, abandonó a Kelly Kelly en una pelea contra Kevin Thorn y Ariel, perdiendo Kelly. En el siguiente episodio de ECW on Sci Fi, Knox atacó a Kelly Kelly, terminando con el equipo.
En enero de 2007, WWE despidió a muchos wrestlers. Mike Knox y Tatanka fueron nombrados en la lista de superestrellas despedidas en WWE.com, pero ambos fueron quitados de la lista rápidamente. Sin embargo, Tatanka fue puesto de nuevo en la lista.
El 13 de febrero de 2007, Knox volvió a la ECW, siendo el jobber de CM Punk y desapareció de televisión durante varios meses.

#### 2007-2010
El 1 de marzo de 2007, Knox y Derek Neikirk volvieron a formar el Team Elite en la Deep South Wrestling y ganaron el Campeonato por Parejas de la DSW por primera vez, derrotando a los Major Brothers. Después de que la DSW cerrara, Knox fue enviado al nuevo territorio de desarrollo de la WWE, la Florida Championship Wrestling.
Knox volvió a la ECW el 11 de septiembre de 2007, derrotando a Balls Mahoney y perdiendo la siguiente semana en la revancha. Una semana después venció a Nunzio en una pelea muy corta. La siguiente semana peleó contra el Campeón de la ECW CM Punk, perdiendo la pelea tras un GTS de Punk. Tras unos meses sin una historia de impoprtancia, tuvo un feudo con Tommy Dreamer derrotándole en varias peleas, incluyendo una de Reglas Extremas. Luego empezó un feudo con Finlay tras que Knox le insultara y pelearon en ECW en una pelea para clasificarse para la Scramble match de Unforgiven, ganando Finlay.
Debutó en RAW en un dark match venciendo a Jamie Noble y después derrotó a D-Lo Brown.
En el RAW del 1 de noviembre, Mike Knox atacó a Rey Mysterio lesionándolo el brazo también ha atacado en oportunidades a CM Punk, Kofi Kingston, Evan Bourne brutalmente causándole una gran lesión. Mantuvo un feudo con Rey Mysterio donde lo atacó por varias semanas en los programas de RAW.
Después de perder con Rey Mysterio, Knox continuo atacándolo. Knox participó en su primer Royal Rumble, entrando en el número 12 y duró más de 32 minutos antes de ser eliminado por The Big Show. Durante el Royal Rumble siguió con el objetivo de atacar a Rey Mysterio que había entrado en el número 1.Más tarde, en un House Show de la WWE se clasificó para la Elimination Chamber en No Way Out por el Campeonato Mundial Peso Pesado,
El 15 de abril de 2009, fue enviado a la marca SmackDown! por el draft suplementario. En una de sus primeras luchas en SmackDown fue derrotado por The Great Khali, en el siguiente programa siendo derrotados en una lucha por parejas junto con Dolph Ziggler, para después perder una lucha clasificatoria por la oportunidad del Campeonato Intercontinetal. En Hell in a Cell fue derrotado por Matt Hardy en el dark match del evento. En WWE Superstars formó equipo con Dolph Ziggler contra el equipo de Cryme Tyme siendo derrotados.
Luego comenzó a hacer diferentes luchas en parejas junto a Charlie Haas siendo derrotado en todas. Participó en WrestleMania XXVI en una Battle Royal, eliminando a Vladimir Kozlov, Kung Fu Naki y a Goldust pero fue eliminado por Zack Ryder junto con Finlay. Fue liberado de su contrato de la WWE el 22 de abril de 2010, siendo una derrota ante JTG su última pelea en Smackdown.

### Circuito independiente (2010-2012)
Mike Knox peleó contra Corporal Robinson y Raven en Bloodymania IV, de la Juggalo Championship Wrestling, siendo el ganador Robinson.  En julio de 2012, tuvo tres combates en la American Pro Wrestling Alliance, ganando la Copa Hardcore de la APWA. El 6 de octubre de 2012, participó en el evento principal del primer evento de la empresa de Tommy Dreamer House of Hardcore, bajo el nombre de Mike Knoxx. En el combate, Knoxx, Carlito y Dreamer se enfrentaron por el Campeonato Peso Pesado de la FWE de Dreamer, siendo Carlito el ganador.

### Total Nonstop Action Wrestling (2012-2015)
En mayo de 2012, tuvo un combate de prueba en la Total Nonstop Action Wrestling contra el Campeón Televisivo Devon. Tras esto, siguió apareciendo en TNA como uno de los miembros enmascarados del stable Aces & Eights desde verano. Su identidad fue revelada el 3 de enero de 2013 en Impact Wrestling, donde se enfrentó junto a Devon a Kurt Angle & Samoa Joe, siendo derrotados y desenmascarado después de una interferencia de Sting. A pesar de ser desenmascarado, continuó formando parte del equipo, ayudando a sus compañeros a atacar al resto de luchadores de la TNA. Finalmente fue liberado de su contrato con TNA entre 2014 y 2015.

### Inoki Genome Federation (2015–2018)
El 11 de abril de 2015, Hettinga, trabajando bajo el nombre Knux, hizo su debut en la promoción Japonesa Inoki Genome Federation, perdiendo ante Wang Bin. Tuvo su primera victoria en la promoción el 5 de mayo ante Daichi Hashimoto. El 27 de junio, Knux formó un "anti-IGF" stable con Hideki Suzuki, Erik Hammer y Kevin Kross. Desde entonces dejó de aparecer en dicha promoción y mediados del 2018 decidió retirarse por su edad

### National Wrestling Alliance (2021-presente)
Debutó el 24 de octubre, después de las grabaciones de By Any Means Necessary, donde Trevor Murdoch estaba recibiendo a los fans para sacarse fotos con ellos, posando con su cinturón dentro de una Steel Cage, cuando Knox irrumpió en el recinto para atacarle, debutando así en NWA, a pesar de los intentos de detenerle, Knox se encerró en la jaula para continuar la paliza, llegando a usar una silla, Knox continuó con el asalto asfixiando a Murdoch con una camiseta delante de su propio hijo, el cual se encontraba en el exterior. Después del ataque, Knox se retiró dejando atrás a su rival, abatido. A través de redes sociales, el Campeón Mundial Peso Pesado de la NWA declaró que estaba preparado para buscar venganza, pidiendo a la directiva que hiciera oficial el encuentro. Knox también publicó un vídeo, aceptando el desafío para Hard Times II.

## En lucha
- Movimientos finales
  - Knox Out[27] (Swinging reverse STO) - WWE - 2008-presente
  - Inverted fisherman brainbuster[3] - DSW / UPW

- Movimientos de firma
  - Belly to back suplex
  - Bicycle kick
  - Big boot
  - Boston crab
  - Diving leg drop
  - High–angle sitout spinebuster
  - Running jumping knee drop
  - Pumphandle slam
  - Scoop slam
  - Shoulder block
  - Standing moonsault - Circuito independiente
  - Cross Body
- Managers 
  - Kelly Kelly

## Campeonatos y logros
- American Pro Wrestling Alliance
  - APWA Hardcore Cup (1 vez)[28]
  - APWA World Tag Team Championship (1 vez) – con D.O.C[29]

- Deep South Wrestling
  - DSW Tag Team Championship (1 vez)[16] – con Derek Neikirk

- Impact Zone Wrestling
  - IZW Heavyweight Championship (2 veces)[4]
  - IZW Tag Team Championship (1 vez)[4] – con Derek Neikirk

- National Wrestling Alliance
  - NWA World Tag Team Championship (1 vez, actual) - con Trevor Murdoch
  - Crockett Cup (2023) – con Trevor Murdoch

- River City Wrestling
  - RCW Tag Team Championship (1 vez) – con DOC[30]

- Pro Wrestling Illustrated
  - Situado en el Nº140 en los PWI 500 del 2006[31]
  - Situado en el Nº220 en los PWI 500 del 2007[32]
  - Situado en el N°151 en los PWI 500 del 2008[33]
  - Situado en el Nº87 en los PWI 500 de 2009[34]
  - Situado en el Nº214 en los PWI 500 de 2010[35]
- Wrestling observer Newsletter
  - Worst Gimmick (2012, 2013) Aces & Eights[36][37]

## Vida personal
El 7 de abril de 2008, fue anunciado que una familia en Locust Grove, Georgia había descubierto unas jeringuillas con esteroides, testosterona, hormonas del crecimiento humano y el traje de un luchador profesional escondidas en el ático de su casa recién comprada, la cual había pertenecido antes a Hettinga. Además, encontraron un contrato de la WWE y un memorándum de los luchadores de la WWE del 2004 acerca de la ropa que debían llevar. La investigación policial está actualmente en curso.